# Ceratina liliputana
Ceratina liliputana är en biart som beskrevs av Cockerell 1932. Ceratina liliputana ingår i släktet märgbin, och familjen långtungebin. Inga underarter finns listade i Catalogue of Life.